# Wet van Sullerot
Volgens de wet van Sullerot is er een verband tussen het percentage vrouwen werkzaam in een beroepsgroep en de status die het beroep heeft. Het verband werd in 1968 voor het eerst beschreven door Evelyne Sullerot, een Frans feministe.
Hoe meer vrouwen gaan werken in ooit door mannen gedomineerde beroepsgroep, des te minder aanzien het werk heeft. De financiële vergoeding die voor het werk gegeven wordt stijgt of daalt mee, al naargelang deze status, en de wet van Sullerot wordt daarmee gezien als een van de verklaringen voor de aanhoudende loonkloof tussen mannen en vrouwen.
Het Nederlandse Centraal Planbureau trok dit verband in 2007 echter in twijfel, op basis van de cijfers die het op dat moment had.